# Philip Shearer
Philip Shearer (* 3. Juli 1974) ist ein ehemaliger Fußballspieler von den Turks- und Caicosinseln.

## Karriere

### Verein
Im Verein spielte Shearer bei RMC Master Hammer und den Caribbean All Stars, zuletzt war er für AFC Academy aktiv. Dort wurde er in den Spielzeiten 2014 und 2014/15 Meister der WIV Provo Premier League.

### Nationalmannschaft
Bei einem der seltenen Siege, welche die Turks- und Caicosinseln feiern konnten, war Shearer im Einsatz: Am 7. Februar 2008 errangen sie einen 2:1-Sieg gegen St. Lucia. Ein Tor für die Nationalmannschaft gelang ihm in elf Einsätzen von 2000 bis 2014 nicht.

## Erfolge
Meister der Provo Premier League: (2)
- 2014, 2014/15